# Cherserigone gracilipes
Cherserigone gracilipes és una espècie d'aranya araneomorfa de la subfamília Erigoninae, dins de la família Linyphiidae.
És l'únic membre del gènere monotípic Cherserigone.
Fou descrit per primera vegada per J. Denis l'any 1954,

## Distribució
És un endemisme d'Algèria, concretament a la zona d'Ahaggar.